# Bromeliohyla dendroscarta
Bromeliohyla dendroscarta es una especie de anfibios de la familia Hylidae.
Es endémica de los estados de Veracruz y Oaxaca (México).
Sus hábitats naturales incluyen montanos secos y ríos. Está amenazada de extinción por la destrucción de su hábitat natural.